# Massacre de Kafr Qassem
Le massacre de Kafr Qassem fait référence aux événements survenus dans la soirée du 29 octobre 1956, veille de la guerre de Suez, quand des hommes du Magav, la police des frontières israélienne, abattirent de sang-froid 48 civils arabes israéliens, dont 15 femmes et 11 enfants âgés de 8 à 15 ans près du village de Kafr Qassem, en Israël. Deux autres personnes - un garçon de 13 ans et un homme de 66 ans - sont aussi exécutés dans une ville voisine. Ce massacre fait partie du plan Hafarperet (« plan taupe » en hébreu) conçu par le gouvernement Ben Gourion pour faire fuir les Arabes d'Israël.
Plus tôt dans la journée, un couvre-feu a été mis en place sur les huit villages arabes du Triangle avec ordre de tir. Les habitants sont aux champs et n'en ont pas été informés. Les policiers en sont conscients mais abattront plusieurs groupes successifs de villageois lors de leur retour à Kafr Qassem.
Les gardes-frontières impliqués dans la fusillade ont été traduits en justice. Plusieurs ont été reconnus coupables et condamnés à des peines de prison, mais la plupart ont reçu une grâce et ont été libérés avant un an, à l'exception de deux officiers, restés emprisonnés cinq ans. Le commandant de la brigade a été condamné à payer l'amende symbolique de 10 prutot (anciens centimes israéliens). Le tribunal israélien a conclu que l'ordre de tuer des civils était « manifestement illégal ».
Depuis octobre 2006, les écoles en Israël commémorent chaque année le massacre par une journée d'étude et de réflexion sur la nécessité de désobéir à des ordres illégaux. En décembre 2007, le président d'Israël Shimon Peres, a officiellement présenté ses excuses pour les événements. Son successeur, Reuven Rivlin, les réitère en octobre 2014.

## Historique

### Contexte
À la suite de la guerre de 1948 et des accords d'armistice israélo-jordanien en avril 1949, la zone frontalière dite du « Triangle » qui comprend le village de Kafr Qassem est cédée à Israël. Elle comprend une quinzaine de villages arabes pour environ 12 000 habitants, et est placée sous administration militaire dans le cadre de « Lois d'urgence » qui leur donnent tout pouvoir pour contrôler la population,, considérée comme une menace sécuritaire.
Entre 1949 et 1956, les plans israéliens d'installation d’immigrants juifs dans ce secteur sont mis à mal par les « infiltrations frontalières » menées par les Palestiniens et les bédouins, bien que pas toujours à des fins violentes. On décompte ainsi chaque année entre 10 000 et 15 000 incidents. Au total, ils provoquent la mort de plus de 200 Israéliens et entre 2 700 et 5 000 infiltrés.
En octobre 1956, pendant la montée des tensions avec l'Égypte, les Israéliens préparent conjointement avec les Français et les Britanniques une offensive contre Gaza et le Sinaï qui doit les conduire jusqu'aux portes du Canal de Suez. De manière à parer d'éventuelles incursions de groupes armés venant de Jordanie, les unités du Magav, la police des frontières, se voient confier la mission de surveiller le front oriental et en particulier les villages arabes israéliens du « Triangle ». Les services de renseignement israéliens s'attendent à ce que la Jordanie entre dans la guerre au côté de l’Égypte après l'attaque israélienne. Le gouvernement Ben Gourion y voit aussi l’occasion d’appliquer le plan Hafarperet, avec déportations des villageois palestiniens et internement dans des camps ; le plan prévoit des massacres afin de modifier la composition démographique d’Israël.

### Mise en place du massacre
Le commandement transmet un ordre stipulant qu’« il est souhaitable qu’il y ait un certain nombre de victimes ». Le Magav est sous les ordres du colonel Issachar Shadmi, de Tsahal. Dans la journée du 29 octobre 1956, il donne l'ordre pour que soit appliqué un couvre-feu sur huit villages arabes du Triangle et que l'on tire sur toute personne qui ne le respecterait pas.
Afin que le village puisse se vider de ses habitants, la porte en est laissée ouverte, et aucune unité de l’armée israélienne n’est stationnée à l’est du village, laissant une possibilité de fuite aux Palestiniens. Selon des témoignages de soldats jugés à la suite du massacre, il s’agissait simplement de faire quelques victimes afin que à l’avenir, la peur régnant, la surveillance du secteur soit plus simple pour l’armée israélienne.
Vers 13 heures, le commandant du bataillon des gardes-frontières, Shmuel Malinki, réunit ses officiers et leur transmet les ordres, ceux-ci devant être appliqués dès 17 heures. Certains objectent que des ouvriers arabes sont au travail dans leurs champs et qu'ils ne sont pas au courant du couvre-feu. S'ensuit alors une discussion. À la question : « Que faire dans ce cas ? », le commandant répond en arabe : « Allah Yarhamhum », ce qui signifie « Que dieu les prenne en miséricorde ». Quant à savoir ce qu'il faut faire pour les femmes et les enfants, Shmuel Malinki répond : « Sans sentiments », argumentant qu'il « [est] préférable que, dès le premier soir, il y ait des morts dans chaque village parce que cela facilitera le maintien du couvre-feu et aidera à l'exécution de la mission dans les jours qui suivront ».

### Massacres
Le lieutenant Gabriel Dahan est responsable de l'application du couvre-feu à Kafr Qassem. Il notera plus tard : « il était évident qu'il ne s'agissait pas de forces combattantes ou hostiles, mais de gens de retour à leur village qui ne cherchaient pas à se cacher, ils étaient en tenue de travail et portaient des corbeilles dans leurs mains. »
Il interprète les instructions au pied de la lettre à plusieurs occasions.
- Un camion transportant des femmes est arrêté. Elles demandent grâce. Elles sont abattues[14].
- quinze personnes à bicyclettes sont interceptés et priés de descendre puis « sont criblés de balles »[14].
- Plusieurs camions transportant des ouvriers sont successivement arrêtés. À chaque fois, passagers et conducteur sont abattus[14].

Sur quelques heures, ce sont 48 (ou 49) villageois qui sont abattus à bout portant par les personnels placés sous le commandement de Malinki, dont 6 femmes et 23 enfants âgés de 8 à 17 ans,.

### Réactions immédiates
La nouvelle du massacre fut censurée et le public israélien ne l'apprit que plusieurs semaines après, quand le premier ministre David Ben Gourion dévoila les conclusions d'une enquête secrète. Selon Yoav Galai, il y fut contraint par des députés d’extrême-gauche de la Knesset qui, grâce à leur immunité parlementaire, ont pu rendre publique l’affaire dans l’enceinte parlementaire malgré la censure, six semaines plus tard.

### Poursuites judiciaires
Le procès s’ouvre six mois plus tard devant une cour militaire, en janvier 1957, présidée par le président du tribunal de district de Jérusalem, le juge Benjamin Halevy. Onze policiers des frontières et soldats impliqués dans le massacre ont été accusés d'assassinat. Une grande partie du procès se déroule à huis clos. Le 16 octobre 1958, huit d'entre eux ont été reconnus coupables et condamnés à des peines de prison. Malinki fut condamné à 17 ans d'emprisonnement, Dahan à 15 ans. La plupart des condamnés furent libérés dans l’année. Le commandant de l’unité, Issachar Shadmi, est également condamné à payer une amende d’un centième de livre israélienne (soit quelque chose comme un centime).
Le juge Benjamin Halevy inventa à l'occasion de ce procès la notion d'« ordre manifestement illégal », appelée à faire jurisprudence. Le fait que d'autres commandants locaux désobéirent à l'ordre Shadmi a été cité par la Cour comme l'une des raisons pour rejeter l’allégation de Dahan qu'il « n'avait pas le choix ».
L'événement suscite une importante réflexion en Israël dans le domaine judiciaire (sur la question pour les militaires et les policiers de désobéir aux ordres illégaux). Dans son verdict, le juge Halevy écrit : « La marque distinctive d'un ordre manifestement illégal est qu'au-dessus d'un tel ordre devrait flotter, comme un drapeau noir, un avertissement disant : Interdit ! ». Ce drame est également à l'origine d'un changement politique sur les responsabilités des gouvernements israéliens vis-à-vis de leurs citoyens d'origine arabe.[pas clair]

## Mémoire
La mémoire palestinienne conserve le souvenir de l’amende de Shadmi sous l’expression Shadmi's penny, le centime de Shadmi, comme symbole de ce que vaut la vie d’un Palestinien aux yeux des autorités israélienne.

### «Sulha»
Le 20 novembre 1957 (soit un an et une semaine après les événements), les autorités israéliennes organisent une cérémonie dite de « réconciliation » (ou « sulha » en arabe, qui désigne une méthode traditionnelle de résolution de conflits entre des familles ou des clans au Moyen-Orient) réunissant plus de 400 dignitaires, dont des ministres et des membres de la Knesset du parti Mapaï, des représentants du gouvernorat militaire de la région et des notables de villages voisins. Les notables palestiniens sont plus ou moins contraints de participer.
La cérémonie commence par une minute de silence en mémoire des victimes et est marquée par un fastueux repas ainsi que de nombreux discours appelant les villageois à dépasser la tragédie pour reprendre la coexistence pacifique avec leurs voisins juifs, leur promettant de « généreuses » réparations financières. Selon le journal Davar et la Jewish Telegraphic Agency — médias proches du pouvoir de l'époque –, Haj Abdalah Calef qui participe à la commission d'enquête, Ibrahim Rbi au nom des victimes et Ahmed Sarsour ainsi que le maire de Kafr Qassem (dans une déclaration lue par son petit-fils) présentent leurs condoléances aux familles des victimes ainsi qu'au gouvernement israélien, déclarant notamment « il s'agit aussi d'une tragédie pour le gouvernement israélien et le peuple tout entier ». Le grand rabbin de Petah Tikva, présent à la cérémonie, adresse ses vœux aux participants. Selon la JTA, le montant global des indemnités versées par le gouvernement israélien a été d'environ 400 000 livres israéliennes, soit entre 6 000 et 8 000 livres par famille (soit entre 3 000 et 4 000 dollars selon le cours de la livre israélienne en 1955).
À l'époque, si le journal israélien Davar donne — comme la plupart des médias « mainstream » — un compte-rendu plutôt favorable à la cérémonie, les journaux arabes israéliens, Al-Ittihad et Al-Mirsad — soutenus par le parti communiste anti-sioniste MAKI et d’extrême gauche MAPAM — dénoncent cette sulha comme « une escroquerie destinée à escamoter le procès », et affirment que les participants arabes ont subi de « très fortes pressions pour assister à la cérémonie ». Dans une étude publiée en 2006, l'universitaire Shira Robinson présente cette cérémonie comme « extravagante » et « minutieusement orchestrée pour permettre au gouvernement de s'approprier une coutume bédouine afin d'élaborer une version artificielle de l'histoire » qui « célèbre » la « réconciliation » de deux parties en conflit dans un contexte « de prétendue violence symétrique ». Par ailleurs, pour Shira Robinson, le fait que le gouvernement ait tenté de faire participer les accusés du massacre à la cérémonie — seul point auquel les villageois ont pu s'opposer à l'époque — accrédite la thèse des autorités locales actuelles de Kafr Qassem selon laquelle « la cérémonie était principalement destinée à alléger le verdict de la cour et préparer la voie à une libération anticipée des accusés ». Du point de vue arabe, pour ceux qui ont vécu ces événements ou qui en ont entendu parler, « la cérémonie elle-même est aujourd'hui rétrospectivement considérée comme une agression à la dignité des victimes » et une « tache indélébile » dans l'histoire israélienne ». Dans un article publié en 2008, le professeur Susan Slyomovics corrobore cette perspective sur la cérémonie, s'appuyant notamment sur le témoignage d'Ibrahim Sarsur — originaire de Kafr Qassem dont il a été maire, actuel parlementaire israélien élu sur la Liste arabe unie — pour qui « Ben Gourion avait besoin d'une « sulha » avant la fin du procès », notamment pour « dégager la responsabilité du gouvernement envers les victimes ». Ibrahim Sarsur conclut : « Jusqu'à ce jour, à Kafr Qassem, pas une seule personne n'approuve la façon dont le gouvernement israélien a traité le massacre et ses conséquences ».
L’État d’Israël a tenté de faire oublier le massacre de Kafr Kassem. Ce n'est qu'en 1997 qu’un président israélien, Shimon Peres, se rend sur place. Reuven Rivlin s'y rend à son tour en 2014, puis Isaac Herzog en 2021. L'armée israélienne lève partiellement la censure qu'elle imposait en 2022.

## Répercussions légales, éthiques et culturelles
Après son procès, le colonel Issachar Shadmi, chef de l'unité responsable du massacre, célèbre ce qu'il appelle sa « victoire » avec le premier ministre Ben Gourion, qui décrit dans son propre journal comment « nous avons bu à son exonération ». Une fête a été organisée en présence du chef d’état-major Haïm Laskov et d’autres généraux. Shadmi reconnaitra que son procès était une « pièce de théâtre » à destination de l'opinion publique, dont l'issue était fixée dès le départ.
En octobre 2006, Yuli Tamir, ministre de l'éducation israélien, a ordonné aux écoles à travers le pays  de commémorer le massacre de Kafr Qassem et de réfléchir sur la nécessité de désobéir à des ordres illégaux,. En décembre 2007, le président israélien, Shimon Peres, a présenté des excuses pour le massacre. Lors d'une réception dans le village pour la fête musulmane de l'Aïd al-Adha, il a  déclaré être venu à Kafr Qassem pour demander aux villageois leur pardon. « Un événement terrible s'est passé ici dans le passé, et nous en sommes sincèrement désolés » a-t-il dit. Le fondateur du Mouvement Islamique en Israël, Sheikh Abdullah Nimr Darwish, prit la parole pendant la cérémonie pour appeler aux dignitaires religieux des deux côtés à construire des ponts entre les Israéliens et les Palestiniens.
Le procès du massacre de Kafr Qassem fut le premier qui considéra la question de savoir quand des membres des forces de sécurité israéliennes sont tenus de désobéir à des ordres illégaux. Les juges ont décidé que des soldats n'ont pas l'obligation d'examiner chaque ordre reçu dans le détail quant à sa légalité et qu'ils ne sont pas en droit de désobéir aux ordres simplement sur la base d'un sentiment subjectif mais que si certains ordres sont manifestement illégaux, on doit leur désobéir,. Dans son rendu, le juge Benjamin Halevy a ainsi déclaré que :
« La marque de distinction d'un ordre manifestement illégal est qu'au-dessus d'un tel ordre devrait flotter, comme un drapeau noir, un avertissement : 'Interdit !'. Pas une illégalité formelle, dissimulée ou partielle dissimulée, pas une illégalité qui n'est apparente qu'aux juristes; mais : une violation évidente et claire de la loi, une illégalité certaine et impossible à manquer qui est immédiatement apparente dans un ordre, la nature criminelle claire d'un ordre ou d'actions que les ordres commandent de faire, une illégalité qui bouleverse et outrage le cœur, quand l'œil n'est pas aveugle et le cœur n'est pas imperméable et corrompu. C'est le niveau d'illégalité requis pour nier le devoir du soldat d'obéir et lui faire porter la responsabilité criminelle de ses actions. »
Le Parlement israélien a constamment rejeté tout projet de reconnaissance officielle du massacre par l’État.

## Historiographie
La façon de considérer le massacre a évolué considérablement depuis 2022, lorsqu’une partie des 7000 pages de transcriptions du procès ont été rendues publiques, le 27 juillet 2022. Alors que ce massacre était connu, mais comme une faute isolée dont la démocratie israélienne avait jugé et puni les responsables, la publication de ces minutes du procès permet de savoir qu’il s’agissait en fait d’un massacre planifié par les plus hautes instances gouvernementales israéliennes, dont le gouvernement Ben Gourion, qui ont ensuite fait porter la responsabilité aux exécutants.
Plusieurs historiens avaient néanmoins, avant même la publication des transcriptions du procès qui ont permis de confirmer leurs conclusions, dévoilé l'existence du « plan Taupe » : le gouvernement et le commandement de l'armée israélienne avaient prévu d’exploiter une future guerre avec la Jordanie pour vider la région du Triangle de sa population arabe en perpétrant des massacres de civils afin de pousser les survivants à fuir.